# Bundee Aki
Fua Leiofi Bundellu („Bundee“) Aki (* 7. April 1990 in Ōtāhuhu) ist ein irischer Rugby-Union-Spieler neuseeländischer Herkunft. Er spielt auf der Position des Innendreiviertels für das irische Franchise Connacht Rugby und die irische Nationalmannschaft. Zu seinen Erfolgen gehören je ein Meistertitel mit den Chiefs und mit Connacht sowie zwei Turniersiege mit Irland bei den Six Nations (jeweils mit Grand Slam).

## Biografie

### Vereinskarriere
Der Sohn samoanischer Einwanderer wurde in einem Vorort von Auckland geboren. Den Spitznamen „Bundee“ erhielt er von einem Juniorentrainer. Als zweitälteste von sechs Kindern (ein Bruder, vier Schwestern) wuchs Aki in Manurewa auf und absolvierte die dortige Highschool. Bevor er Rugbyprofi wurde, arbeitete er ein Jahr lang als Bankangestellter, um die Familie zu unterstützen. In der Saison 2011 begann Aki für die Counties Manukau Rugby Union im ITM Cup zu spielen. Ein Jahr später stieg die Mannschaft in die erste Division auf, worauf sie mit Aki als Stammspieler die Playoffs erreichte. Sein letztes Spiel für Counties Manukau bestritt er am 12. Oktober 2014 gegen die Tasman Rugby Union.
Im September 2012 unterschrieb Aki beim amtierenden Super-Rugby-Meister Chiefs, nachdem er zuvor Teil der Entwicklungsabteilung der Mannschaft gewesen war. Parallel zu seinen Einsätzen im ITM Cup spielte er somit in den beiden folgenden Jahren auch auf internationaler Ebene. Beim 27:22-Finalsieg über die Brumbies im Super Rugby 2013 wurde er in der zweiten Hälfte eingewechselt. Im Super Rugby 2014 stießen die Chiefs mit Aki als Stammspieler erneut in die K.-o.-Phase vor, unterlagen aber im Viertelfinale den Brumbies mit 30:32. Dies war zugleich sein letztes Spiel für dieses Team, denn drei Monate zuvor war er im April 2014 vom irischen Franchise Connacht Rugby verpflichtet worden.
Unmittelbar vor Beginn der Pro-12-Saison 2014/15 ließ sich Aki in der Nähe von Galway nieder. Er folgte damit dem Beispiel seines früheren Mannschaftskollegen Craig Clarke, der ein Jahr zuvor zu Connacht gewechselt war. Rasch etablierte er sich als zentraler Bestandteil der Mannschaft und spielte wann immer möglich. Der größte Erfolg mit Connacht gelang ihm in der Saison 2015/16 mit dem Gewinn des Pro12-Meistertitels. Beim 20:10-Finalsieg über Leinster Rugby stand er in der Startformation. Aki verlängerte seinen Vertrag im Oktober 2016 um drei Jahre. Im November 2019 folgte die Unterzeichnung eines weiteren Dreijahresvertrages.

### Nationalmannschaft
Aki wäre berechtigt gewesen, für sein Geburtsland Neuseeland oder für Samoa, die Heimat seiner Eltern zu spielen, erhielt aber von keinem der Verbände ein Aufgebot für die jeweilige Nationalmannschaft. Nach drei Jahren bei Connacht war er jedoch aufgrund der damals geltenden Regelung (drei Jahre ununterbrochener Wohnsitz) berechtigt, für die irische Nationalmannschaft zu spielen. Die Irish Rugby Football Union fragte ihn gezielt an, worauf er zustimmte – ein Schritt, der durchaus nicht unumstritten war. Seine Aufnahme in die Nationalmannschaft erfolgte zu einem Zeitpunkt, als sich immer mehr Spieler aufgrund der Wohnsitzregel für ein anderes Land qualifizierten, was weltweit eine große Debatte in der Rugbyszene auslöste und wegen des durchaus vorhandenen Missbrauchpotenzials zu Kritik an so genannten „project players“ führte.
In Teilen der Medien hieß es, Aki habe keinen wirklichen Bezug zu Irland und stehe irischen Talenten beim Aufstieg im Weg. Ebenso orteten sie mögliche Loyalitätsprobleme, falls er sich nach Ablauf seines Vertrags bei Connacht für einen Wechsel ins Ausland entscheiden sollte. Einige ehemalige Nationalspieler äußersten sich generell kritisch zur Wohnsitzregel, andere unterstützten Aki ausdrücklich, während eine dritte Gruppe (darunter Cheftrainer Eddie O’Sullivan) zwar ebenfalls kritisch war, es für unfair hielt, einzelne Spieler deswegen zu verurteilen. Aki selbst räumte ein, dass ein großer Teil seiner Motivation, nach Irland zu gehen, darin bestanden hatte, internationales Rugby zu spielen. Er gab aber seiner Hoffnung Ausdruck, das Land mit seinen Leistungen auf dem Spielfeld stolz zu machen.

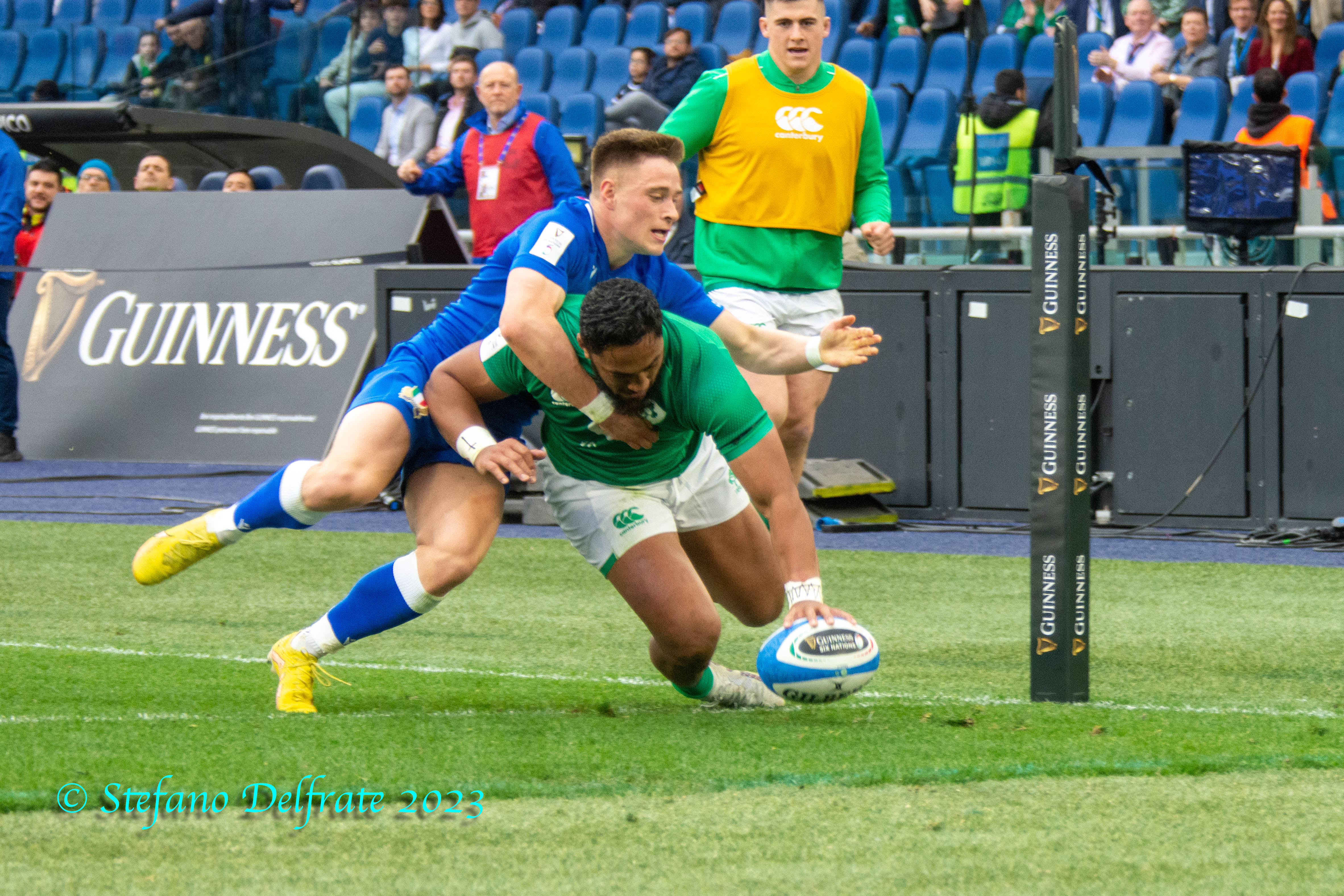
Aki in einem Six-Nations-Spiel gegen Italien (2023)

Sein erstes Test Match für Irland absolvierte Aki am 11. November 2017 beim 38:3-Heimsieg gegen Südafrika. Beim Six Nations 2018 trug er mit zwei erzielten Verschen wesentlich dazu bei, dass die Iren das Turnier mit einem Grand Slam für sich entschieden. Aufgrund der Verletzungen von Garry Ringrose, Robbie Henshaw und Chris Farrell stand er in jedem Spiel in der Startformation und wurde nur in der letzten Partie gegen England ausgewechselt. Aki etablierte sich als Stammspieler. Ebenfalls in der Startformation stand er am 17. November 2018 beim historischen 16:9 gegen Neuseeland; es handelte sich um den ersten Heimsieg der Iren überhaupt gegen die All Blacks. Bei der Weltmeisterschaft 2019 musste Aki im Auftaktspiel gegen Schottland wegen einer Kopfverletzunge nach 20 Minuten ausgewechselt werden, worauf er das Spiel gegen Gastgeber Japan verpasste. Nachdem er gegen Russland 80 Minuten durchgespielt hatte, wurde er im Spiel gegen Samoa nach einer roten Karte des Feldes verwiesen, worauf er drei Spielsperren erhielt.
Aki gehörte sowohl beim Six Nations 2019 als auch beim Six Nations 2020 in allen Partien zur Startformation. Nach einem hohen Tackling an Billy Vunipola und einer roten Karte beim 32:18-Sieg über England in der letzten Runde der Six Nations 2021 folgte eine Sperre von vier Spielen. Fünf Monate darauf gehörte er dem Kader für die Südafrika-Tour der British and Irish Lions an. Er gelangte unter anderem im dritten Test Match gegen die Springboks zum Einsatz, das mit einer 16:19-Niederlage endete und die Serie zugunsten der Gastgeber entschied. Nachdem er bei einem Ligaspiel gegen die Stormers wegen gefährlicher Spielweise die dritte rote Karte seiner Karriere erhalten hatte, wurde Aki im September 2022 mit nicht weniger als acht Spielsperren bestraft, worauf er unter anderem die End-of-year Internationals 2022 im November verpasste. Beim Six Nations 2023, das die Iren erneut mit einem Grand Slam für sich entschieden, spielte Aki in allen fünf Partien mit.

## Erfolge
Chiefs:
- Meister Super Rugby: 2013

Connacht Rugby:
- Meister Pro12: 2016

Irland:
- Sieger Six Nations: 2018, 2023
- Grand Slam: 2018, 2023
- Triple Crown: 2018, 2022, 2023